# Pęseta chirurgiczna

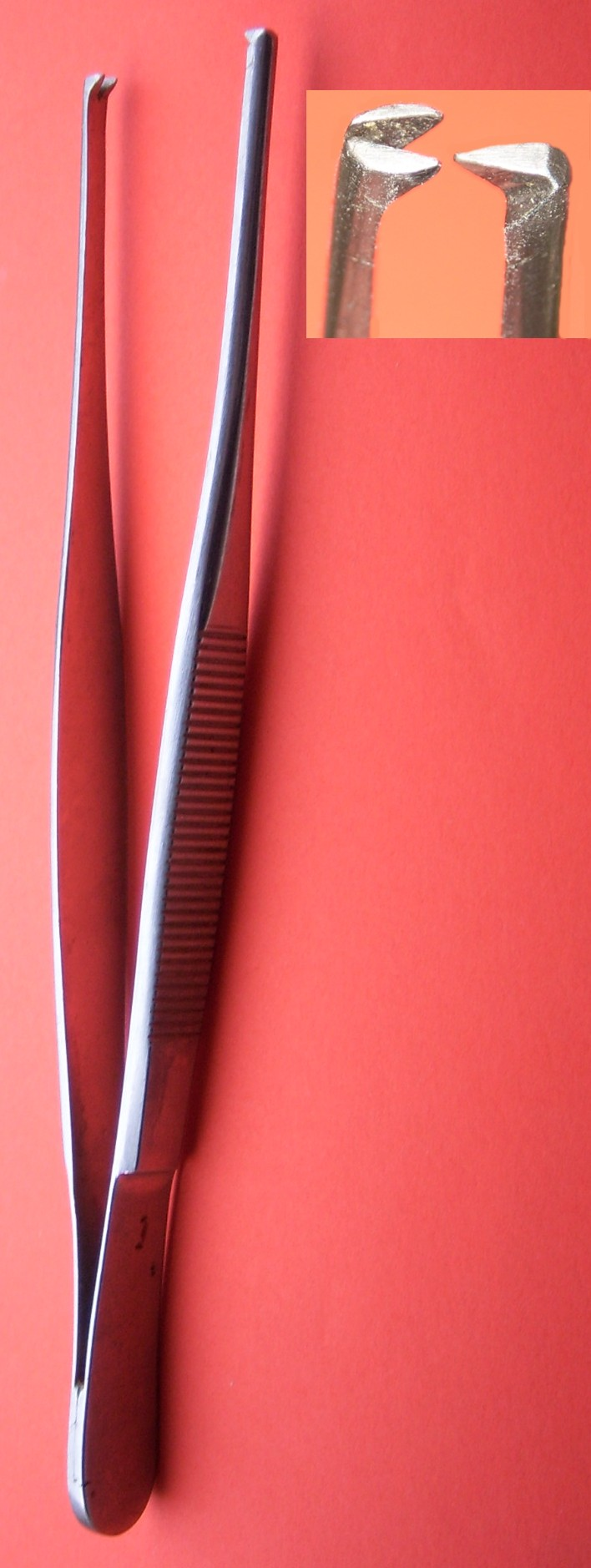
Standardowa pęseta chirurgiczna prosta z trzema ząbkami

Pęseta chirurgiczna, pinceta chirurgiczna, szczypczyki chirurgiczne – specjalna forma pęsety, w której szczęki chwytające mają zazębiające się, ostre zęby. Zaletą tej konstrukcji jest to, że przechwycone fragmenty tkanki są bardzo dobrze umocowane i można zastosować mocniejsze pociągnięcie bez konieczności bardzo mocnego ściskania pęsety, co zapobiega zmiażdżeniu tkanki. Wadą jest to, że mogą być łatwo uszkodzone struktury, takie jak naczynia krwionośne, nerwy czy narządy wewnętrzne przez ostre zęby. Pęseta anatomiczna jest bardziej odpowiednia do chwytania takich struktur. Pincety chirurgiczne służą do chwytania twardych tkanek oraz przytrzymywania brzegów tkanek podczas zszywania.